# Luchesius Modestini
Luchesius Modestini, T.O.S.F. (também Luchesio, Lucchese, Lucesio, Lucio ou Luchesius de Poggibonsi) (c. 1180 - 1260) é homenageado pela tradição dentro da Ordem Franciscana como sendo, junto com sua esposa, Buonadonna de 'Segni, os primeiros membros da Ordem Franciscana da Penitência, mais comumente chamada de Ordem Terceira de São Francisco. O seu culto foi aprovado pela Santa Sé e é homenageado como Beato pelos membros daquela Ordem.

## Vida
Modestini era natural da região de Poggibonsi, declarada cidade imperial nesse período por Frederico II, Sacro Imperador Romano, segundo alguns relatos como tendo nascido na pequena aldeia de Gaggiano, que ficava na estrada principal entre aquela cidade e Castellina in Chianti. Ele nasceu por volta de 1180-1182, tornando-o contemporâneo de Francisco de Assis, que mais tarde ajudou a mudar sua vida. De acordo com alguns relatos, quando jovem, ele pegou em armas para servir no exército gibelino. Uma vez estacionado em Poggibonsi, que passava por um período de grande prosperidade econômica, ele abandonou sua carreira militar e se casou com uma jovem da cidade, Buona de 'Segni - tradicionalmente chamada de Buonadonna. Ele então se tornou um comerciante, servindo a grande multidão de peregrinos que viajavam ao longo da estrada em que ficava a cidade.  Seus biógrafos afirmam que, mais do que a maioria dos comerciantes, ele estava tão inteira e unicamente preocupado com o sucesso material que geralmente era considerado um homem avarento. Dizia-se que sua esposa tinha uma disposição semelhante.
Em algum momento, Modestini teve um momento de conversão e percebeu como é tolice lutar apenas pelos bens materiais. Começou a praticar obras de misericórdia e a cumprir com fidelidade suas obrigações religiosas. Depois que Luchesius vestiu a túnica cinza ou o hábito religioso de um penitente, ele rapidamente avançou na santidade. Ele praticava austeridades ascéticas: muitas vezes jejuando com pão e água e dormindo no chão duro; em seu trabalho, ele carregava Deus constantemente em seu coração.
Com sua esposa se juntando a ele para seguir uma vida inspirada por sua fé, Modestini e Segni tiveram a opção de se separar e entrar cada um numa ordem religiosa. Essa era uma maneira antiga e respeitável de maridos e esposas desenvolverem suas aspirações espirituais, comumente praticada por casais que sentiam um desejo profundo de seguir a Deus. Possivelmente por recomendação de Francisco, eles optaram por continuar vivendo como um casal. Com isso, eles reviveram um caminho de santidade para os casais.
Como não tinham ninguém para cuidar além de si próprios, e Modestini temia que, ao conduzir seus negócios, pudesse cair na cobiça, ele desistiu totalmente de seus negócios. Ele e sua esposa dividiram tudo entre os pobres e retiveram para si apenas a terra que seria suficiente para seu sustento. Modestini cultivou isso com suas próprias mãos e deu aos famintos a generosidade que estava além de sua necessidade.
Mais ou menos nessa época, Francisco de Assis veio para Poggibonsi, onde a comuna havia dado uma igreja e uma casa para seus frades. Depois que ele pregou um sermão sobre penitência, muitas pessoas desejaram deixar tudo e seguir seu estilo de vida. Mas Francisco os exortava a perseverar em sua vocação, pois logo tinha em mente dar-lhes uma orientação pela qual pudessem servir a Deus perfeitamente também no mundo, sem entrar na vida religiosa.
Em Poggibonsi, Francisco visitou Modestini, com quem conheceu por meio de transações comerciais anteriores. Francisco muito se alegrou por encontrar este homem avarento tão alterado, e Modestini, que já tinha ouvido falar das atividades abençoadas de Francisco, pediu instruções especiais para ele e sua esposa, para que pudessem levar uma vida no mundo que agradasse Deus. Francisco então explicou a eles seus planos para o estabelecimento de uma Ordem para leigos que vivam no espírito que ele pregava; Luchesius e Buonadonna pediram para serem recebidos imediatamente. Assim, segundo a tradição, eles se tornaram os primeiros membros da Ordem Franciscana da Penitência, que mais tarde veio a ser chamada de Ordem Terceira de São Francisco.
Se Luchesius e Buonadonna foram realmente os primeiros terciários (membros de uma Ordem Terceira ), eles devem ter se tornado assim não muito depois de Francisco fundar sua Primeira Ordem em 1209. A primeira regra simples de vida, que São Francisco deu aos primeiros terciários daquela época, foi suplantada em 1221 por uma que o Cardeal Ugolino preparou em texto legal. E no mesmo ano o Papa Honório III aprovou esta regra verbalmente. Por este motivo, o ano de 1221 é frequentemente considerado a data de fundação da Ordem Terceira de São Francisco.

## Hagiografia
Segundo a lenda, a generosidade de Modestini para com os pobres não tinha limites, de modo que um dia não havia nem pão para sua própria casa. Quando ainda outro pobre veio, ele pediu à esposa para ver se não havia algo que eles pudessem encontrar para ele. Isso a irritou e ela o repreendeu severamente; suas mortificações, disse ela, quase o enlouqueceram, ele continuaria se dando por tanto tempo que eles próprios teriam que passar fome. Modestini pediu-lhe gentilmente que olhasse na despensa, pois confiava que Cristo, que multiplicou os pães em pão para alimentar milhares, levaria o necessário aos enfermos. Quando não tinha o suficiente para suprir tudo, implorou por mais de outros em favor dos aflitos. Certa vez, ele carregou nos ombros um aleijado doente, que encontrara no caminho, para sua casa. Um jovem frívolo encontrou-se com ele e perguntou-lhe zombeteiramente: "Que pobre diabo é esse que você carrega nas costas?" Modestini respondeu calmamente. "Estou carregando meu Senhor Jesus Cristo." Imediatamente o rosto do jovem ficou distorcido, ele gritou de medo e ficou mudo. Com contrito, ele se ajoelhou diante de Modestini, que lhe devolveu a palavra por meio do sinal da cruz.

## Morte e veneração
Quando Modestini estava muito doente e não havia esperança de recuperação, sua esposa disse-lhe: "Implore a Deus, que nos deu uns aos outros como companheiros na vida, para que também morramos juntos". Luchesius rezou conforme solicitado e Segni adoeceu com uma febre, da qual morreu antes mesmo do marido, após receber devotamente os Santos Sacramentos. Assim, eles morreram juntos em 28 de abril de 1260.

No santuário de Modestini, na igreja franciscana de Poggibonsi, afirma-se que muitos milagres ocorreram. Sua contínua veneração como Beato foi aprovada pelo Papa Gregório X em 1274.